# Edgar Whitcomb
Edgar Doud Whitcomb, född 6 november 1917 i Hayden, Jennings County, Indiana, död 4 februari 2016 i Rome, Indiana, var en amerikansk republikansk politiker. Han var Indianas guvernör 1969–1973.
Whitcomb deltog i andra världskriget i US Army Air Forces och avlade sedan juristexamen vid Indiana University. Om sina erfarenheter i kriget skrev han boken Escape from Corregidor (1958).
Whitcomb efterträdde 1969 Roger D. Branigin som guvernör och efterträddes 1973 av Otis R. Bowen.
I februari 2013 gifte Whitcomb om sig, 95 år gammal, med sin långvariga partner, den 83-åriga Evelyn Gayer. Hans första äktenskap ingick han i maj 1953 med Patricia Dolfus.
Whitcomb avled den 4 februari 2016, 98 år gammal.